# Чистовська Валентина Андріївна
Валентина Андріївна Чистовська (нар. 30 липня 1949, тепер Російська Федерація) — українська радянська діячка, апаратниця Донецького заводу хімічних реактивів. Депутат Верховної Ради УРСР 10—11-го скликань.

## Біографія
Освіта середня спеціальна.
У 1967—1974 роках — учениця, помічник апаратника Донецького заводу хімічних реактивів.
З 1974 року — апаратниця Донецького заводу хімічних реактивів імені 50-річчя Великої Жовтневої соціалістичної революції.
Потім — на пенсії в місті Донецьку.

## Нагороди
- ордени
- медалі